# Liegi-Bastogne-Liegi 1987
La Liegi-Bastogne-Liegi 1987, settantatreesima edizione della corsa, fu disputata il 19 aprile 1987 per un percorso di 260 km. Fu vinta dall'italiano Moreno Argentin, al traguardo in 6h40'00" alla media di 38,7 km/h.
Dei 207 ciclisti alla partenza furono in 102 a portare a termine la gara.

## Ordine d'arrivo (Top 10)
| Pos. | Corridore            | Squadra      | Tempo    |
| ---- | -------------------- | ------------ | -------- |
| 1    | Moreno Argentin      | Gewiss       | 6h40'00" |
| 2    | Stephen Roche        | Carrera      | s.t.     |
| 3    | Claude Criquielion   | Hitachi-Marc | s.t.     |
| 4    | Yvon Madiot          | Système U    | s.t.     |
| 5    | Robert Millar        | Panasonic    | s.t.     |
| 6    | Laurent Fignon       | Système U    | a 25"    |
| 7    | Marc Madiot          | Système U    | a 58"    |
| 8    | Eddy Schepers        | Carrera      | s.t.     |
| 9    | Emanuele Bombini     | Gewiss       | s.t.     |
| 10   | Jean-Claude Leclercq | Toshiba      | s.t.     |